# Odstředivý extraktor
Odstředivý extraktor (užívá se i název odstředivý kontaktor) je zařízení sloužící k extrakci (vyluhování) látek.

## Jednostupňový extraktor

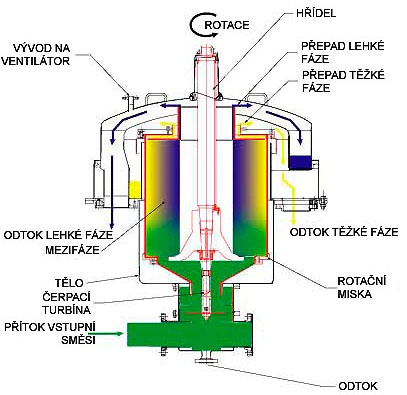
Jednostupňový odstředivý extraktor

Jednostupňový extraktor využívá rotace turbíny umístěné ve spodní části k promíchání a emulgaci dvou nemísitelných kapalin, při které dochází k přenosu extrahované látky z jedné nasávané kapaliny do druhé kapaliny (rozpouštědla).
Dispergovaná emulze dvou kapalin je turbínou vháněna do rotoru, kde je separována odstředivou silou, generovanou otáčením rotoru. Těžší kapalina (na obrázku znázorněna žlutě) vytvoří vír ve vnější části rotoru. Lehčí kapalina (znázorněna modře) obkrouží vnitřní část rotoru. Poloha mezifáze kapaliny/kapaliny je regulována přepadem těžké fáze. Zaměnitelné přepady těžké fáze o rozdílných průměrech se přizpůsobují širokému rozsahu poměrů hustot.
Jednotlivé kapalné fáze natékají do dalšího odstředivého extraktoru nebo do odtokového zařízení.

### Baterie jednostupňových extraktorů
Pro vícestupňové extrakční procesy se odstředivé extraktory protiproudně zapojují do sérií dle požadovaného počtu stupňů bez nutnosti mezioperačních napájecích čerpadel mezi jednotlivými extraktory. Takové zapojení se nazývá Protiproudné vícestupňové baterie.

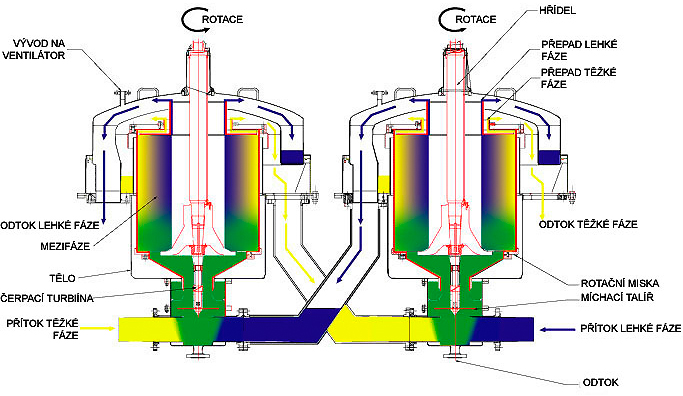
Baterie dvou extraktorů
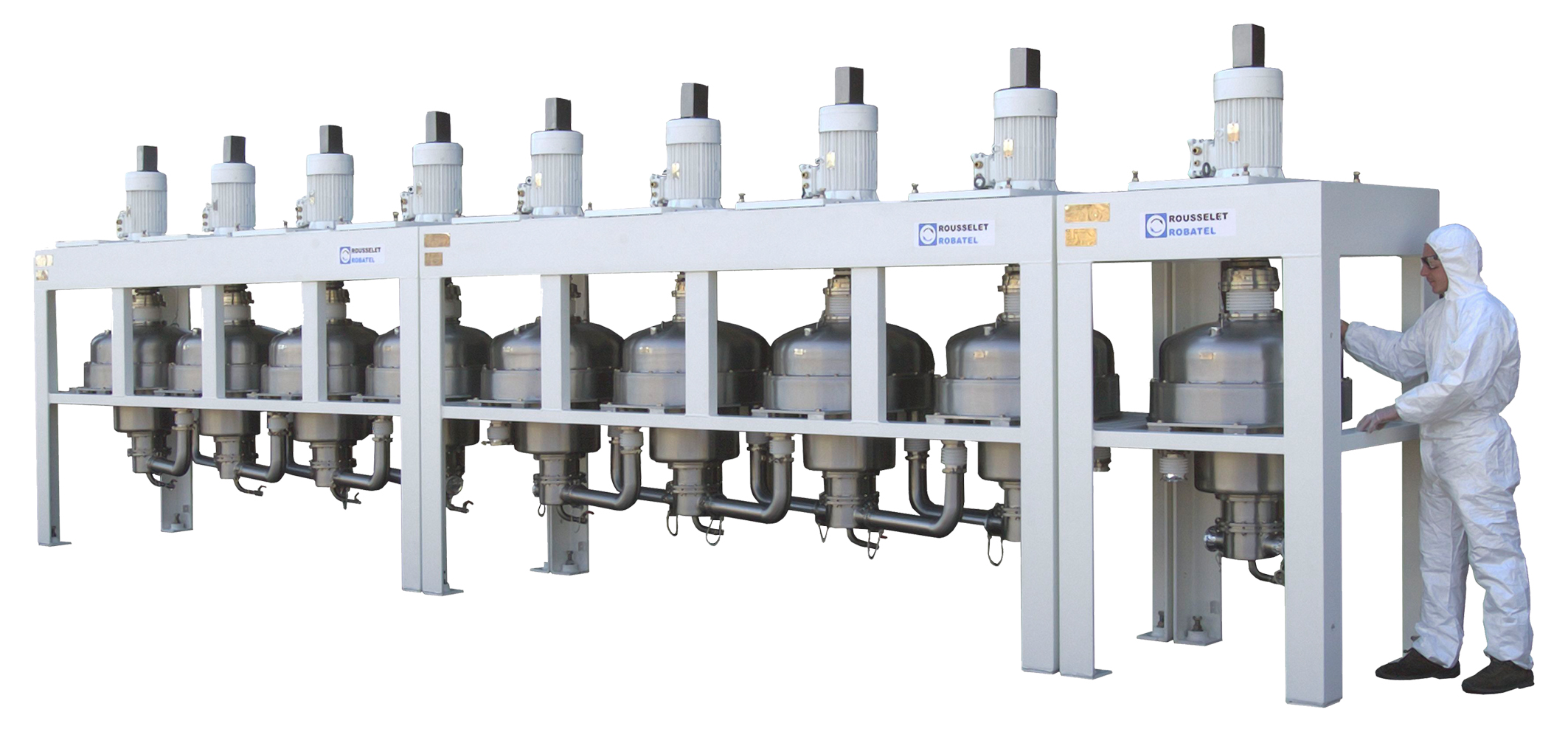
Baterie 9 extraktorů
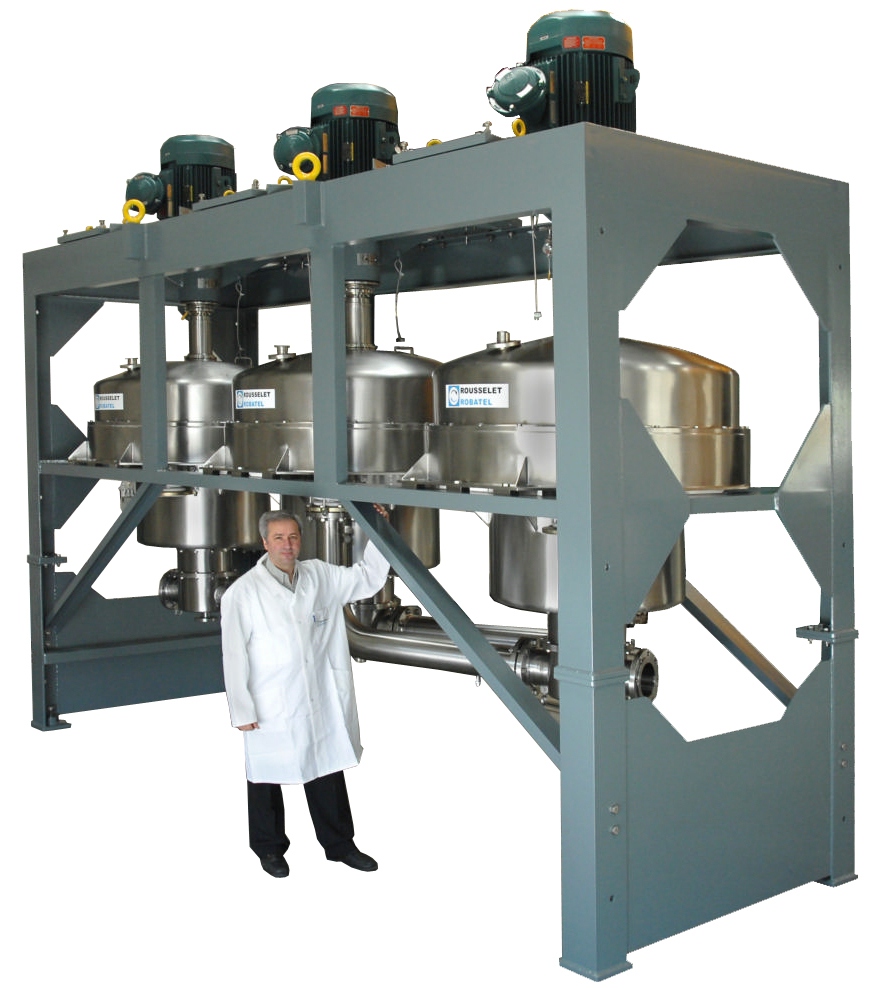
Baterie 3 extraktorů

## Vícestupňový extraktor

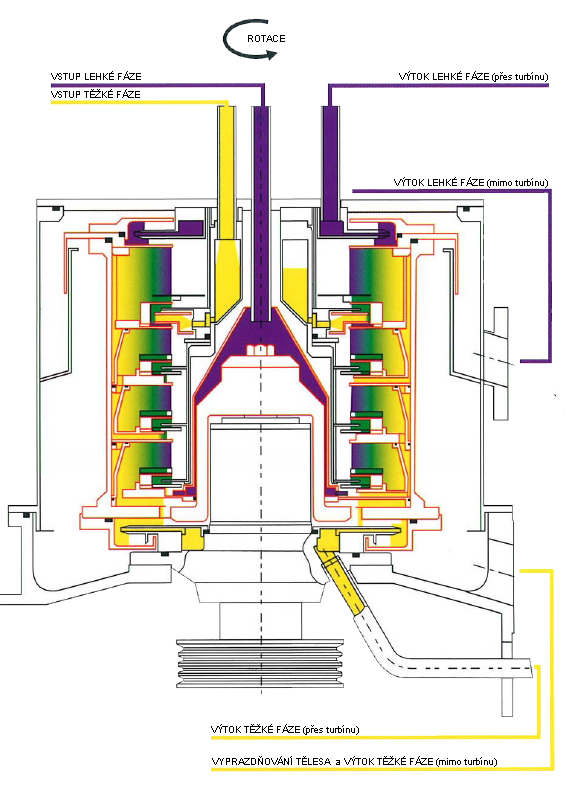
4stupňový odstředivý extraktor

Vstupní roztok, zpočátku obsahující jednu nebo více látek (obvykle těžká fáze) a nemísitelné rozpouštědlo o hustotě rozdílné od vstupního roztoku (vstup lehké fáze na schematickém řezu) protékají protiproudně rotorem extraktoru, jako sestavou na sobě položených mechanických kovových prstenců, které tímto představují požadovaný počet jednotlivých stupňů.
Postupné dispergační míchání a separační operace prováděné v každém z jednotlivých mechanických stupňů způsobují přenos hmoty z látek, obsažených ve vstupním roztoku, do rozpouštědla.
Každý stupeň se skládá ze:
- Směšovací komory, kde mícháním dochází k vzájemné dispergaci kapalin a k následnému přenosu látek určených k extrakci. Pevný disk umožňuje promíchávání dvou fází a následné vytváření emulze. Funguje také jako čerpadlo, které nasává obě fáze z předchozího stupně do následného.
- Usazovací komory, ve které jsou kapalné fáze důkladně separovány odstředivou silou. Přepadová hradítka stabilizují separační rozhraní nezávisle na průtocích. Poloha mezifáze závisí na průměru přepadového hradítka těžké fáze, které je vyměnitelné a volitelné podle rozdílů hustot jednotlivých fází.

V závislosti na typu je odtok separovaných fází uskutečňován gravitačně nebo prostřednictvím efektu vnitřních turbín.

### Výhody
(proti jednostupňovému extraktoru):
- vícero stupňů na jedné hřídeli (max. 7)
- kompaktní řešení s malými nároky na zastavěnou plochu
- nízké provozní náklady a nároky na údržbu (1 rotor / 1 motor)
- mobilita = možnost umístění extraktoru na pojízdný vozík

### Nevýhody
(proti jednostupňovému extraktoru):
- menší kapacita
- není možné automatické čištění CIP